# Wellenberge-Rüsterberg
Koordinaten: 52° 14′ 22″ N, 11° 20′ 58″ O
Wellenberge–Rüsterberg ist ein Naturschutzgebiet in der Einheitsgemeinde Hohe Börde im Landkreis Börde in Sachsen-Anhalt.
Das Naturschutzgebiet mit dem Kennzeichen NSG 0013 ist 17,69 Hektar groß. Es liegt teilweise im FFH-Gebiet „Olbe- und Bebertal südlich Haldensleben“ und ist vom Landschaftsschutzgebiet „Flechtinger Höhenzug“ umgeben.
Das aus zwei Teilflächen bestehende Naturschutzgebiet liegt südwestlich von Haldensleben in Bebertal. Die südliche Teilfläche umfasst einen Teil des überwiegend nach Norden exponierten Hangs des Wellenbergs, die nördliche Teilfläche liegt auf dem nach Süden exponierten Hang des Rüsterbergs. Zwischen den beiden Teilflächen verläuft das Tal der Beber.
Das Gebiet steht seit 1940 unter Schutz (Datum der Verordnung: 5. Oktober 1940). Zuständige untere Naturschutzbehörde ist der Landkreis Börde.

## Wellenberg
In der südlichen Teilfläche des Naturschutzgebietes stockt überwiegend ein Hangwald mit Hainbuche, Feldulme, Winterlinde, Stiel- und Traubeneiche sowie Berg- und Spitzahorn. Die Strauchschicht ist hier gut entwickelt und wird u. a. von Europäischem Pfaffenhütchen, Gewöhnlicher Hasel, Schwarzem Holunder und Eingriffeligem Weißdorn gebildet. Auf den flachgründigeren Hangschultern stockt Traubeneichen-Hainbuchenwald mit Winterlinden.
An den Unterhängen wachsen verschiedene Frühlingsgeophyten wie Hohler und Mittlerer Lerchensporn, Waldgelbstern, Gefleckter Aronstab, Hohe Schlüsselblume, Gelbes Windröschen und Waldbingelkraut. Die Waldränder werden von Staudenfluren geprägt.
An die Waldflächen schließen sich am Hang des Wellenbergs überwiegend Ackerflächen an, während das Tal der Beber von Grünflächen geprägt ist. Im Nordosten grenzt das Naturschutzgebiet an die Wohnbebauung von Bebertal II.

## Rüsterberg
Die nördliche Teilfläche des Naturschutzgebietes wird von Trockenrasengesellschaften geprägt. Auf flachgründigen Böden wachsen Grasnelken, Raublättriger Schafschwingel, Ohrlöffel-Leimkraut, Kartäusernelke, Felsengelbstern und Mauerpfefferarten. Auf den Lößböden der Südhänge kommen Walliser Schwingel, Pfriemengras, Blaugrünes Labkraut, Frühlingsadonisröschen, Purpurkönigskerze und Illyrischer Hahnenfuß vor.
Das Naturschutzgebiet grenzt auf dem Rüsterberg teilweise an Ackerflächen und teilweise an die Wohnbebauung von Bebertal. Im Tal wird es von der Beber begrenzt.

## Fauna
Das Naturschutzgebiet zeichnet sich durch eine artenreiche Vogelwelt aus. So sind hier u. a. Neuntöter, Braunkehlchen, Nachtigall und Waldlaubsänger zu finden. Weiterhin sind Säugetiere wie Mauswiesel, Iltis und Dachs heimisch.